# Dicraspidia donnell-smithii
Dicraspidia donnell-smithii är en tvåhjärtbladig växtart som beskrevs av Paul Carpenter Standley. Dicraspidia donnell-smithii ingår i släktet Dicraspidia och familjen Muntingiaceae. Inga underarter finns listade i Catalogue of Life.